# Karl Paul von Quosdanovich
| Karl Paul von Quosdanovich                                    | Karl Paul von Quosdanovich                                                                         |
| ------------------------------------------------------------- | -------------------------------------------------------------------------------------------------- |
| Porträt von Karl Paul Freiherr von Quosdanovich (Gvozdanović) | |
| Titel                                                         | Freiherr                                                                                           |
| Staat                                                         | Königreich Kroatien innerhalb der Habsburgermonarchie                                              |
| Haus                                                          | Quosdanovich (Gvozdanović)                                                                         |
| Geburt                                                        | 1763 in Brezovac Žumberački im Žumberak-Gebirge (Sichelburg), Kroatien                             |
| Tod                                                           | 5. Februar 1817 in Pančevo (Banat, Habsburgermonarchie)                                            |
| Dienstgrad                                                    | Generalmajor (seit 12. Mai 1813)                                                                   |
| Kriege/ /Schlachten                                           | Türkenkrieg 1787–1792, Französische Revolutionskriege, Napoleonische Kriege                        |
| Auszeichnungen                                                | Ritterkreuz des Militär-Maria-Theresien-Ordens, Kommandeurkreuz des Militär-Maria-Theresien-Ordens |
|                                                               | |

Karl Paul Freiherr von Quosdanovich (kroat. Karlo Pavao barun Gvozdanović), (* 1763 in Brezovac Žumberački im Žumberak-Gebirge (Sichelburg), Kroatien; † 5. Februar 1817 in Pančevo (Banat – damals innerhalb der Habsburgermonarchie)) war ein kroatischer Adliger und habsburgischer General, Träger des Kommandeurskreuzes des Militär-Maria-Theresien-Ordens.

## Leben
Quosdanovich entstammte einer alten kroatischen Uskoken-Familie, deren Mitglieder schon seit mehreren Jahrhunderten traditionell militärisch gedient hatten. Sein Verwandter Peter Vitus von Quosdanovich war ein angesehener Feldmarschallleutnant, der sich im bayerischen Erbfolgekrieg, russisch-österreichischen Türkenkrieg 1787–1792 und im Französischen Revolutionskrieg auszeichnete.
Als junge Mann trat er ins habsburgische Heer ein. Im Jahr 1796 war er Hauptmann, 1801 Major, 1809 Oberst, und am 12. Mai 1813 wurde er zum Generalmajor befördert. In seiner militärischen Karriere beteiligte er sich an mehreren Kriegen und vielen großen Schlachten, darunter am Russisch-Österreichischen Türkenkrieg 1787–1792, an Französischen Revolutionskriegen, sowie Napoleonischen Kriegen. In der Völkerschlacht bei Leipzig befehligte er eine Brigade im Korps von Feldzeugmeister Hieronymus von Colloredo-Mansfeld.
Vielmals tat sich Quosdanovich durch seine Fähigkeiten, Leistungen und Mut in den Kämpfen hervor, und wurde ausgezeichnet dafür. Er empfing, unter anderen, das Ritterkreuz (am 18. August 1801 als Major) sowie das Kommandeurkreuz (am 8. März 1814 als Generalmajor) des Militär-Maria-Theresien-Ordens.
Karl Paul von Quosdanovich starb am 5. Februar 1817 in Pančevo im südlichen Banat, das sich damals in der habsburgischen Banater Militärgrenze befand.